# Kahf al-Huta
Kahf al-Huta (arab. ‏كهف الهوته‎, Kahf al-Hūta) – jaskinia w północnym Omanie, u podnóża Dżabal Szams – najwyższej góry kraju. Jest jedną z najpopularniejszych naturalnych atrakcji turystycznych Omanu. Mierzy około 4,5 km długości, z czego około 500 m jest udostępnione zwiedzającym.
Jaskinia została otwarta dla turystów w 2006 roku. Była to pierwsza jaskinia na Półwyspie Arabskim udostępniona do zwiedzania. W latach 2012–2016 była zamknięta ze względu na remont, unowocześnienie i rozbudowę infrastruktury, wcześniej opady deszczu powodowały zalewanie jaskini i uszkodzenia.
Bogaty ekosystem jaskini obejmuje cztery jeziora. Trzy z nich są małe i znajdują się w północnej części jaskini. Czwarte znajduje się na końcu udostępnionej części jaskini, ma 800 m długości, 10 szerokości, zawiera około 30 tysięcy m³ wody, zaś jego głębokość sięga 15 m. Występuje tu m.in. rzadki gatunek ślepych ryb Garra barreimiae. Turyści mogą dojrzeć tylko niewielką część tego jeziora, gdyż większość ukryta jest pod skałami.
Podobnie jak inne jaskinie w Omanie, Kahf al-Huta powstała w wyniku rozpuszczania skał wapiennych przez wody o odczynie kwaśnym. Jej wiek szacuje się na przeszło 2 miliony lat. Ściany jaskini pokryte są interesującą szatą naciekową, na stropach wiszą ogromne ilości stalaktytów, a z dna jaskini wyrastają imponujące stalagmity.
Temperatura wewnątrz jaskini wynosi 20-25°C, natomiast wilgotność powietrza utrzymuje się w przedziale 40-80%. 
W pobliżu wejścia do jaskini znajduje się centrum turystyczne z parkingiem, restauracją, sklepem z pamiątkami i muzeum geologicznym. Z centrum turystycznego do jaskini wjeżdża się elektryczną kolejką (pierwszą w Omanie).